# Hudson-cinege
A Hudson-cinege (Poecile hudsonicus) a verébalakúak (Passeriformes) rendjébe, ezen belül a cinegefélék (Paridae) családjába tartozó kis termetű, 13-14 centiméter hosszú madárfaj.

## Előfordulása
Kanada, Alaszka és az Amerikai Egyesült Államok északi részének fenyveseiben él. Hidegebb teleken délebbre költözik. Rovarokkal és magokkal táplálkozik. Ha bőséggel kap táplálékot, a magokat eldugja szűkösebb időkre. Természetes úton keletkezett vagy harkályok által elhagyott faodúkban fészkel. A pár egész évben együtt marad. Áprilistól július közepéig költ.

### Alfajai
- Poecile h. columbianus (Rhoads, 1893) – Alaszka déli, Kanada nyugati és az Amerikai Egyesült Államok északnyugati részén részén;
- Poecile h. farleyi (Godfrey, 1951) – közép-Kanada déli részén;
- Poecile h. hudsonicus (J. R. Forster, 1772) – Alaszka középső, Kanada keleti részén;
- Poecile h. littoralis (H. Bryant, 1865) – Kanada délkeleti, az Amerikai Egyesült Államok északkeleti részén;
- Poecile h. stoneyi (Ridgway, 1887) – Alaszka északi, Kanada északnyugati részén.